# Cauchas anatolica
Cauchas anatolica is een vlinder uit de familie van de langsprietmotten (Adelidae). De wetenschappelijke naam van de soort is voor het eerst geldig gepubliceerd door Rebel in 1902.
De soort komt voor in Europa.